# Janits Dezső
Klopodiai Janits Dezső István Imre (Nyitra, 1889. július 5. – Budapest, 1963. november 3.) urológus, aranydiplomás sebész-főorvos.

## Élete
Szülei klopodiai Janits Imre (1856-1933) és ottenfeldi Ottó Irén voltak.
Középiskoláit a nyitrai piaristáknál és Nagyszombatban végezte. 1911-ben orvosdoktori diplomát szerzett Budapesten. Előbb a Rókus-kórház, majd az Uj Szent János-kórház munkatársa volt hosszú időn át. Ezután a Szent István-kórház urológiai sebészeti osztályán helyezkedett el.
Az első világháború alatt katonai szolgálatot teljesített. Hadiékitményes Vöröskereszt díszjelvényt és a hadiékítményes polgári érdemkeresztet kapott.
1919-1929 között a Pajor Szanatórium urológiai sebészeti osztályának vezetője volt. 1929-től a Ferenc József Kereskedelmi Kórház urológiai sebészeti osztályának vezetője lett.
Több orvosi egyesület tagja.
Testvérei Irén (Klement Béláné), Margit (Saághy Aurélné), ifj. Janits Imre (?-1939) és Janits Károly voltak. Felesége Dörgey Jolán, Dörgey József az Aszódi Takarékpénztár igazgatójának lánya. Tanítványa volt Riskó Tibor. A Farkasréti temetőben helyezték örök nyugalomra.

## Művei
Főként a Gyógyászatban és a Budapesti Orvosok Újságjában jelentek meg tudományos szakdolgozatai.